# Ludwig Fromm
Ludwig Fromm (* 20. März 1824 in Rehna; † 2. August 1884 in Boltenhagen) war ein deutscher Historiker und Regierungsbeamter in Schwerin.

## Leben
Ludwig Fromm wurde 1824 als Sohn eines Pastors in Rehna geboren. Er arbeitete als Archivsekretär im Statistischen Büro in Schwerin. 1863 wurde er Mitglied im Verein für mecklenburgische Geschichte und Altertumskunde. Er liefere Beiträge zu Karl Bartschs Sammlung Sagen, Märchen und Gebräuche aus Meklenburg (2 Bände, 1879/80). Daneben war er Mitarbeiter bei der Herausgabe der Allgemeinen Deutschen Biographie, für die er zwischen 1875 und 1883 über sechzig biographische Artikel zu Mecklenburger Persönlichkeiten und Fürsten verfasste. Für die Jahrbücher und Jahresberichte des Vereins für mecklenburgische Geschichte und Altertumskunde. bearbeitete er 1887 die Register über die Jahrgänge 31–40. Als Verfasser von Mecklenburgica schrieb er zahlreiche Artikel zur Landeskunde, die in Archiv für Landeskunde in den Großherzogthümern Mecklenburg und den bereits genannten Jahrbüchern des Vereins veröffentlicht wurden.
Ludwig Fromm starb am 2. August 1884 in Boltenhagen, er wurde in Schwerin bestattet.

## Schriften (Auswahl)
Mecklenburgica
- Meklenburg: Ein niederdeutsches Landes- und Volksbild. Bärensprung, Schwerin 1860
- Leitfaden der Geschichte Mecklenburgs. Bärensprung, Schwerin 1861
- Chronik der Haupt- und Residenzstadt Schwerin: Mit Benutzung der neuesten Forschungen. Oertzen, Schwerin 1862
- Geschichte der Familie von Zepelin. Schmale, Schwerin 1876 Digitalisat
- Die mecklenburgische Literatur des Jahres 1858–1869. 1859–1870
- Der Plauer See. 1863
- Die Müritz. 1864
- Die Wasserbecken des Cölpin-, des Fleesen-, des Malchower und des Petersdorfer Sees. 1865
- Beschreibung des Störbeckens. 1866/1867 in Archiv für Landeskunde.
- Jahrbücher und Jahresberichte des Vereins für mecklenburgische Geschichte und Altertumskunde. Register über die Jahrgänge 31–40. 1887

Artikel in der Allgemeinen Deutschen Biographie
- Alle ADB-Artikel von Ludwig Fromm